# Prelude FLNG
Плавучий СПГ «Прелюд», Prelude FLNG (floating liquefied natural gas platform, с англ. — «плавучая нефтегазовая платформа для добычи и производства сжиженного природного газа») — первый в мире завод по производству сжиженного природного газа (СПГ), помещённый на плавучее основание и предназначенный для добычи, подготовки, сжижения природного газа, хранения и отгрузки СПГ в море на газовозы.
На сегодняшний день является самым большим плавучим объектом на Земле. Ближайшим по размерам судном был нефтяной супертанкер Knock Nevis длиной 458 м, шириной 69 м и дедвейтом 564 763 т, который порезан на металлолом в 2010 году. В настоящее[когда?]

 время сравнимые размеры имеет катамаран Pioneering Spirit — плавучий самоходный кран-трубоукладчик. Его длина на 76 м меньше. Но он больше по тоннажу (403 342 т), ширине (124 м) и водоизмещению (900 000 т).
Водоизмещение при полной загрузке 600 000 тонн, что в 6 раз больше, чем водоизмещение самого большого авианосца.
На 26 декабря 2018 года находится в Индийском океане у берегов Северо-западной Австралии над газовым месторождением «Прелюд».

## Идея проекта
Решение о постройке завода Prelude было принято Royal Dutch Shell 20 мая 2011 года. Доли в проекте распределены между Shell 67,5 %, INPEX 17,5 %, CPC 5 %, KOGAS 10 %. В 2013 году ожидаемая стоимость строительства оценивалась от 10,8 до 12,6 млрд долл. США. Плавучее сооружение будет производить 5,3 млн т жидких углеводородов в год: 3,6 млн т СПГ, 1,3 млн т конденсата и 0,4 млн т LPG. Вес сооружения составляет 260 тыс. тонн.
Основная идея реализации столь сложного проекта — открытие новых возможностей для разработки малых шельфовых месторождений природного газа, удалённых от побережья, разработка которых ранее была экономически нерентабельной из-за высокой стоимости подводных и наземных сооружений. Обычный наземный завод по производству СПГ для покрытия капитальных затрат на строительство должен быть соединён с месторождением газа, близким к берегу и достаточным по объёму, чтобы обеспечить полную загрузку технологических линий в течение десятилетий. Однако таких месторождений в мире становится всё меньше и в будущем по мере их истощения энергетическая промышленность для поддержания добычи на достигнутом уровне будет вынуждена заниматься вовлечением в разработку проблемных трудноизвлекаемых запасов, наряду с постепенным увеличением доли возобновляемых источников энергии. В настоящее время[когда?]

 единственным экономически обоснованным способом разработки малых месторождений является плавучий завод СПГ. Такой плавучий завод по мере истощения пласта может быть сравнительно легко и дёшево перебазирован на следующий лицензионный участок в любом месте мира. Перенос производства в море позволяет сократить расходы и минимизировать политические и экологические риски, сопряжённые со строительством длинных подводных трубопроводов и наземных заводов СПГ. Такая гибкость никогда ещё не была возможной и размещение завода в море открывает совершенно новую страницу в истории нефтегазовой отрасли. Это также важнейший шаг для мировой энергетики в эпоху когда эра легкодоступных природных ресурсов подходит к концу и разработка проблемных месторождений видится наиболее надёжным источником энергии в ближайшем будущем. Так в России в структуре запасов углеводородов нарастает доля трудноизвлекаемых (ТРИЗ), на сегодняшний день[когда?]

 она превысила 60 %.

## Технология производства
Проект технологической линии основан на технологии двойного смешанного хладагента Shell DMR technology (Double Mixed Refrigerant). Первое применение данной технологии было успешно реализовано компанией Shell в России при строительстве и эксплуатации Сахалинского завода СПГ в Пригородном. Завод находится в эксплуатации с 2009 года. Новизна технологии сжижения газа на заводе Prelude обусловлена лишь адаптацией существующего процесса к эксплуатации в море, а значит, повышенной компактностью и надёжностью. Вместо традиционных для наземных заводов газовых турбокомпрессоров в данной версии для сжатия хладагента используются паровые турбины.
Генерация электроэнергии на борту также происходит при помощи паровых турбин и состоит из 3 генераторов мощностью 40 мегаватт каждый. Пар высокого давления вырабатывается 7 морскими котлами Kawasaki.
Охлаждение сырьевого газа происходит в две стадии: сначала газ проходит 3 спирально-витых теплообменника секции предварительного охлаждения (pre-cool), где охлаждается до примерно −50 градусов PMR-хладагентом (Precool Mixed Refrigerant), а затем конденсируется в жидкость в главном криогенном теплообменнике (MCHE) MR-хладагентом (Mixed Refrigerant). В свою очередь хладагенты передают полученную от сырьевого газа теплоту морской воде. Водяное охлаждение, в отличие от охлаждения атмосферным воздухом, позволило исключить десятки громоздких вентиляторов и сэкономить площадь для размещения оборудования на палубе. Также морская вода забирается с глубины 150 метров где температура круглый год неизменна, что исключает суточные колебания атмосферных температур, влияющие на КПД газовых турбокомпрессоров на наземных заводах.
Расход морской воды на охлаждение составит 50 млн литров в час. Вся производственная линия разделена на модули, собранные отдельно на земле, а потом поднятые и установленные на корпус.
В целом удалось сжать площадь до 25 % от площади, занимаемой наземной технологической линией СПГ.
Для увеличения эффективности и для уменьшения эффекта плескания от волнения на море сжижение проходит под давлением 90 бар, тогда как на наземных заводах около 60 бар. Так как танки для хранения СПГ расположены в корпусе непосредственно под технологической линией, Prelude FLNG не имеет продуктовых насосов и готовый СПГ под атмосферным давлением дренируется вниз самотёком. СПГ хранится в 6 призматических танках общей ёмкостью 220 000 м³. Такой ёмкости достаточно для интервалов отгрузки в 1 неделю с расходом 10 000 м³/ч. Пары́, образующиеся при постоянном кипении СПГ в отпарной колонне и резервуарах хранения, компримируются и используются в качестве топливного газа для морских бойлеров. Для безопасной отгрузки и швартовки газовозов при неблагоприятных погодных условиях плавучий завод Prelude имеет в задней части корпуса 3 электрических двигателя производства Rolls-Royce USL 455 azimuth общей мощностью 6700 л. с.
Двигатели предназначены для постоянного позиционирования корпуса относительно направления ветра и течения путём вращения вокруг поворотной причальной каретки в носовой части корпуса.
Такая конструкция позволит безостановочное производство даже при тропических циклонах 5-й категории ветер более 55 м/c, порывы до 78 м/c, которые нередки в Тиморском море.

## Ход строительства
Так как ни одна компания в мире не имеет опыта строительства подобных сооружений, был создан консорциум компаний Samsung Heavy Industries и Technip — TCS (Technip/Samsung consortium). Судостроительное подразделение компании Samsung отвечает за строительство плавучего двойного корпуса, а Technip за проектирование и монтаж верхних строений (технологических модулей). Резка первого листа стали произошла в октябре 2012 года на судоверфи Samsung Heavy Industries на острове Кодже недалеко от города Пусан в Южной Корее. Это одно из немногих предприятий на Земле, имеющее сухой док подходящих размеров.
Prelude спущен на воду 30 ноября 2013 года. В настоящее время[когда?]

 на судоверфи осуществляется его достройка — монтаж оборудования и технологических производственных модулей. Около 5000 человек работают на борту каждый день.
Вращающаяся на 360 градусов якорная система построена компанией SBM в Drydocks World Dubai, ОАЭ. Подводное оборудование — коллектор, соединяющий 7 скважин, подводный блок управления и гибкие линии для подъёма газа со дна производятся в Малайзии в Куала-Лумпуре компаниями FMC Technologies, а Emerson является основным поставщиком систем автоматизации и управления.
Массивные цепи для якорей, которые будут удерживать завод над скважинами, изготовлены в Испании. Тем временем в Австралии буровая платформа Noble Clyde Boudreaux осуществляет бурение 7 добывающих скважин.
В декабре 2015 года Shell опубликовала видео, показывающее текущее состояние строительства.

## Эксплуатация
По завершении строительства и морских испытаний у берегов Кореи завод был отбуксирован в Тиморское море и закреплён якорями на глубине 250 м над газоконденсатным месторождением Prelude, от которого он и получил своё название. Запасы месторождения оцениваются в 84,9 млрд м3 газа. Здесь в 200 км от берега северо-восточнее австралийского города Брум плавучий завод будет эксплуатироваться в течение 25 лет без заходов в сухой док.
По мере истощения месторождения Prelude для поддержания подачи сырья на заданном уровне производство будет подключено подводными трубопроводами к соседним месторождениям Concerto и Crux, разработка которых начнётся исходя из анализа геологических данных пластов Prelude во время разработки.
Газ месторождения Prelude является жирным с повышенным содержанием тяжёлых углеводородов, в то время как целевой продукт СПГ — чистый метан. Поэтому в процессе производства на заводе Prelude будут также получать побочные продукты — стабильный конденсат и СУГ (бутан-пропан). Производство конденсата также принесёт значительную прибыль.
Персонал завода будет работать вахтовым методом по графику 3 недели работа — 4 недели отдых — 3 недели работа — 5 недель отдых, с 12-часовыми сменами без выходных. Все перелёты оплачиваются.
Таким образом персоналу предоставлена возможность жить в любом городе Австралии. Большая часть будет добираться из городов Восточного побережья Австралии регулярными рейсами в Брум, со стыковкой в Перте. Далее для доставки рабочих смен на борт в настоящее время используются вертолёты Sikorsky S-92. Перелёт из Брума с остановкой для дозаправки в местечке Джаринжин на северной оконечности полуострова Дампьер занимает около 3 часов.
Для приёма вертолётов плавучий завод имеет две посадочные площадки. Береговой центр поддержки и управления располагается в городе Перт, столице штата Западная Австралия, и соединён с заводом оптоволоконным кабелем. База снабжения, с которой вспомогательные суда будут доставлять расходные материалы и продукты, расположена в городе Дарвин в штате Северные Территории. Одновременно жилые помещения завода рассчитаны на 240 человек при одиночном размещении и 340 в период остановочных ремонтов.

## Развитие концепции
Имеются планы по разработке крупного месторождения Browse, расположенного также в Тиморском море, с помощью концепции FLNG. В сентябре 2013 владельцем лицензии на разработку Woodside Petroleum было принято решение отказаться от строительства завода на суше и использовать 3 плавучих модуля сходных с Prelude по проекту Shell. Концепция «запроектируй один — построй множество» в будущем возможно позволит окупить затраты на разработку концепта.
13 мая 2016 года на верфи Daewoo Shipbuilding & Marine Engineering (DSME) так же расположенной на острове Кожде было завершено строительство плавучего завода PFLNG1 для малайзийской компании Petronas.
Плавучий завод PFLNG1 имеет меньшие размеры и проектную мощность 1,2 млн т. СПГ в год и будет эксплуатироваться на газовом месторождении Кановит (Малайзия, штат Саравак, 180 км от берега). 365-метровый корпус был спущен на воду 5 апреля 2014 года. Первоначально завод планировалось запустить в эксплуатацию в конце 2015.
Оба проекта имеют значительные задержки по срокам строительства. Как Shell, так и Pertonas стараются успеть стать первой компанией, производящей СПГ в море. 11 июня 2015 года в том же сухом доке, в котором строился корпус Prelude, состоялась закладка второго плавучего завода Petronas PFLNG2. Компания Golar LNG совместно с камерунской Société Nationale des Hydrocarbures (SNH) и французской Perenco заявила о намерении переоборудовать обычный газовоз Hilli в минизавод СПГ. Проект Cameroon FLNG реализуется на верфи Keppel в Сингапуре, завершение строительства ожидается в середине 2017 года. Эксплуатация будет вестись на шельфе Камеруна. Газпром подписал 8-летний контракт на покупку всего объёма СПГ с этого проекта (1,2 млн тонн СПГ в год) с последующей перепродажей во Вьетнам. Кроме того имеются планы переоборудования ещё трёх газовозов. В том числе речь идёт о проекте Fortuna оператора Ophir у берегов Экваториальной Гвинеи (2,2 млн тонн СПГ в год) и принадлежащем итальянской Eni заводе Coral на шельфе Мозамбика (2,5 млн тонн СПГ в год).
Компания Shell также ведёт дальнейшую доработку Базового проекта плавучего завода СПГ (Generic FLNG) для достижения большей производительности и со способностью сжижать более сухой газ других месторождений — FLNG Lean с мощностью 6 млн т СПГ в год и низким выходом конденсата и СУГ. Это естественное развитие дизайна, использованного для завода Prelude, в котором будут учтены возможные ошибки, нереализованные возможности и новейшие технические разработки.
Компания Exmar реализует проект Caribbean FLNG. Строительство ведётся на верфи Wison в Китае и по состоянию на Май 2016 года на 95 % завершено.
Технологические модули размещены на барже длиной 140 м шириной 32 м и высотой борта 18 метров. Цилиндрические резервуары в корпусе баржи рассчитаны на хранение 16100 кубических метров СПГ.

## Перспективы в России
В феврале 2013 года на форуме «Открытый мир инноваций», организованном компанией Shell, крупнейшая российская судоходная компания Совкомфлот предлагала Shell изучить возможность строительства плавучих СПГ-заводов для работы на простаивающих месторождениях газа российского шельфа. В настоящее[когда?]

 время Совкомфлот является оператором газовозов доставляющих продукцию с Сахалинского завода СПГ компании «Сахалинская Энергия», а также участвует в проекте Ямал СПГ для доставки груза из порта Сабетта по Северному Морскому Пути.